# ناو هواپیمابر هوابرد
ناو هواپیمابر یک نوع هواپیمای مادر کشتی است که می‌تواند سایر هواپیماهای انگل کوچکتر را حمل، پرتاب، بازیابی و پشتیبانی کند.
کشور های کمی هستند که این نوع کشتی رو در اختیار دارند
تنها نمونه‌های اختصاصی ساخته شده، کشتی‌های هوایی بودند، اگرچه هواپیماهای سنگین‌تر از هوا موجود برای استفاده در نقش‌های مشابه اصلاح شده‌اند، و ناوهای هواپیمابر از انواع مختلف در داستان‌ها ظاهر می‌شوند، مانند پایگاه ابری در جری اندرسون و کاپیتان اسکارلت و میسترون‌ها, هلی کریر از مارول کامیکس، Valiant از سری ۳ دکتر هو،  و یکی ناشناس در کاپیتان اسکای و دنیای فردا.

## پروژه‌های کشتی هوایی
در ژوئیه ۱۹۱۷، آزمایش‌هایی با هواپیماهای آویزان شده در زیر کشتی هوایی شماره 23 HM انجام شد، به این امید که آنها بتوانند از کشتی هوایی دفاع کنند. ابتدا جنگنده‌های بدون سرنشین و سپس سرنشین دار کمل (هواپیما) با موفقیت پرتاب شدند. این آزمایش با دو شتر سرنشین دار دیگر با موفقیت به پایان رسید.
طرح کشتی هوایی امپراتوری بریتانیا در سال ۱۹۲۴ در ابتدا یک کشتی هوایی را پیش‌بینی کرد که می‌توانست پنج هواپیمای جنگنده را برای استفاده نظامی حمل کند، اما این الزام کنار گذاشته شد و پروژه فقط کشتی‌های هوایی غیرنظامی آر۱۰۰ و R101 را تکمیل کرد.

### کلاس آکرون

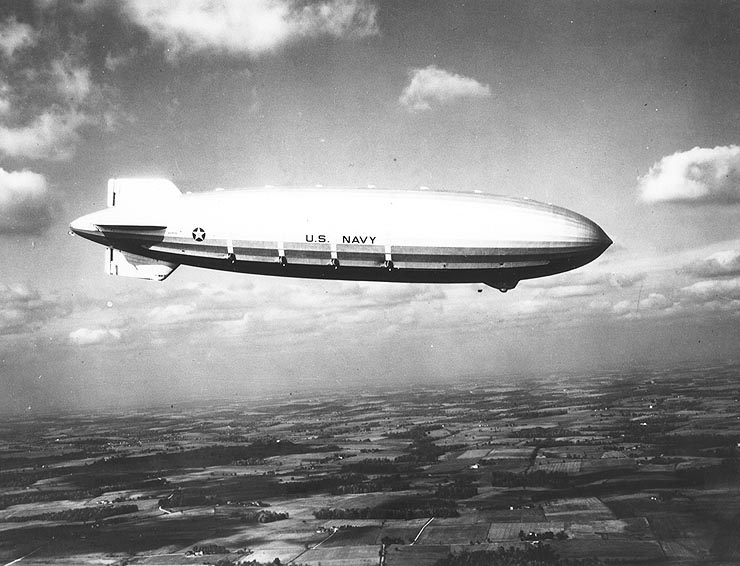
آکرون در حال پرواز، نوامبر ۱۹۳۱

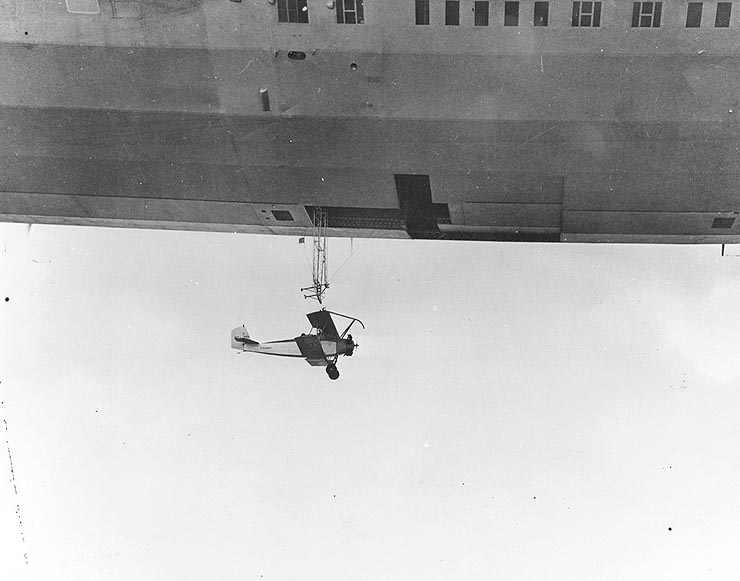
یک N2Y Consolidated از ذوزنقه خود در زیر آکرون پرتاب می‌شود

دو کشتی هوایی صلب، آکرون و ماکون، برای انجام وظایف پیشاهنگی برای نیروی دریایی ایالات متحده ساخته شد و بین سال‌های ۱۹۳۱ و ۱۹۳۵ عملیاتی شد.
به دنبال آزمایش‌های مربوط به پرتاب و بازیابی هواپیماهای کوچک با استفاده از یواس‌اس لس آنجلس، نیروی دریایی ایالات متحده، آکرون و ماکون را با آشیانه‌های داخلی طراحی کرد که می‌توانند تعدادی از جنگنده‌های کورتیس اف۹سی اسپاروهاوک دو بال را در خود جای دهند. این جنگنده‌ها با استفاده از مکانیزم «ذوزنقه» پرتاب و بازیابی شدند.
با طول ۷۸۵ فوت (۲۳۹ متر)، آکرون و ماکون از بزرگ‌ترین اشیای پرنده در جهان بودند و هنوز هم رکورد جهانی کشتی‌های هوایی پر از هلیوم را دارند. آنها فقط ۲۰ فوت (۶٫۱ متر) داشتند کوتاهتر از کشتی هوایی هندنبورگ آلمانی پر از هیدروژن.
آکرون برای اولین بار در ۸ اوت ۱۹۳۱ پرواز کرد و ماکون در ۲۱ آوریل ۱۹۳۳ پرواز کرد. جنگنده‌های اسپاروهاوک در سپتامبر ۱۹۳۲ عملیاتی شدند. آکرون در ۴ آوریل ۱۹۳۳ و ماکون در ۱۲ فوریه ۱۹۳۵ نابود شدند.
آکرون در طول خدمت ۱۸ ماهه حادثه خیز خود، به عنوان یک ناو هواپیمابر برای پرتاب و بازیابی هواپیماهای جنگنده اف۹سی اسپاروهاوک خدمت کرد. آکرون در طوفان رعد و برق در سواحل نیوجرسی در صبح روز ۴ آوریل ۱۹۳۳ نابود شد و ۷۳ نفر از ۷۶ خدمه و مسافر او کشته شدند. این حادثه بزرگ‌ترین تلفات جانی برای هر سانحه هوایی بود.
ماکون برای حمل هواپیماهای انگل دوبال، پنج هواپیمای کورتیس اف۹سی اسپاروهاوک تک سرنشین برای جستجو یا ناوگان دو سرنشین N2Y-1 برای آموزش طراحی شده‌است. در سال ۱۹۳۵، ماکون در خدمت برای کمتر از دو سال، در طوفان آسیب دید و در سواحل بیگ سور کالیفرنیا گم شد، اگرچه بیشتر خدمه نجات یافتند. لاشه هواپیما به عنوان «سفینه هوایی یواس‌اس ماکون باقی مانده‌است» در فهرست ملی اماکن تاریخی ایالات متحده ثبت شده‌است.

## پروژه Zveno
این هواپیما که در دهه ۱۹۳۰ در اتحاد جماهیر شوروی توسعه یافت، متشکل از یک فروند بمب افکن سنگین توپولف تی‌بی-۱ یا توپولف تی‌بی-۳ و دو تا پنج جنگنده بود. بسته به نوع آن، جنگنده‌ها یا با کشتی مادر پرتاب می‌شدند یا در حین پرواز پهلو می‌گرفتند و می‌توانستند از بمب افکن سوخت‌گیری کنند. Zveno-SPB قطعی با استفاده از یک TB-3 و دو فروندپولیکارپوف آی-۱۶، که هر کدام به دو ۲۵۰ مجهز هستند. کیلوگرم (550 lb) بمب، به‌طور عملیاتی با نتایج خوبی علیه اهداف در رومانی در مراحل آغازین جنگ آلمان و شوروی استفاده شد. همین اسکادران بعداً به پلی بر روی رودخانه دنیپر که توسط نیروهای آلمانی تصرف شده بود، حمله کرد.

## لاکهید CL-1201
لاکهید CL-1201 مطالعه ای در اواخر دهه ۱۹۶۰ برای یک هواپیمای ترابری غول پیکر با انرژی اتمی بود. دارای طول بال ۱٬۱۲۰ فوت (۳۴۰ متر)، یکی از انواع مورد مطالعه، یک ناو هواپیمابر هوابرد با حداکثر ۲۲ هواپیمای جنگنده بود که زیر بال‌های آن حمل می‌شد.

## Convair B-36 Peacemaker
بمب افکن راهبردی B-36 Peacemaker در دهه ۱۹۵۰ قصد داشت به عنوان یک ناو هواپیمابر هوابرد عمل کند. برای حداکثر چهار جنگنده انگل مک دانل F-85 Goblin. B-36های حامل F-85 عملیاتی باید قادر به سوخت‌گیری و تسلیح مجدد جنگنده‌های خود در حین پرواز و در عین حال استقرار و بازیابی آنها بر روی ساختاری مانند ذوزنقه مانند آکرون و ماکون بودند. هیچ B-36 هرگز برای حمل F-85 مجهز نشده بود، و این دو نمونه اولیه تنها از یک B-29 تغییر یافته پرواز کردند.

## ناو هواپیمابر بوئینگ ۷۴۷

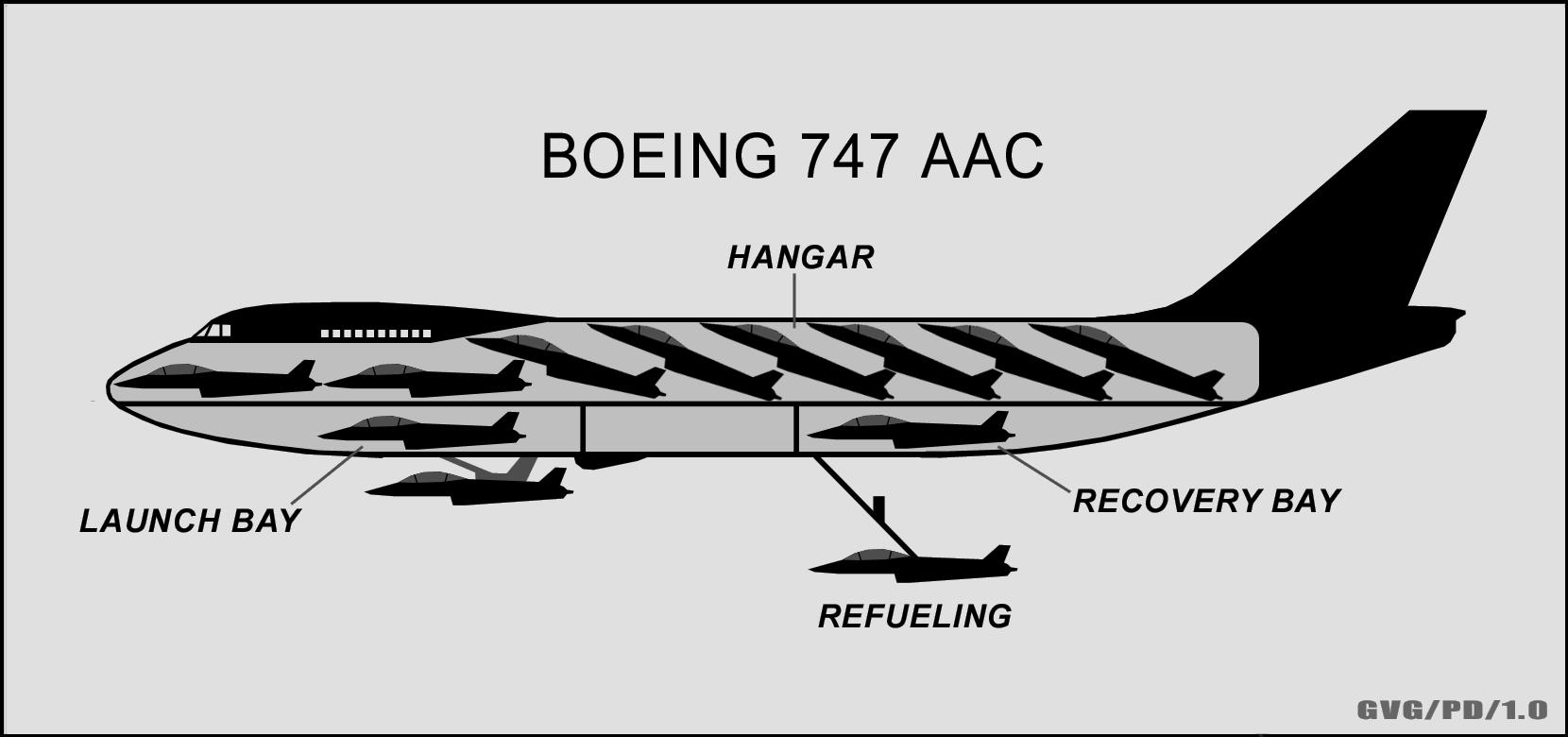
مفهوم ۷۴۷ «ناو هواپیمابر هوابرد».

Boeing 747-AAC (ناو هواپیمابر هوابرد) یک هواپیمای پیشنهادی بوئینگ بود که برای یک ناو هواپیمابر هوابرد طراحی شده بود. این یک نوع از بوئینگ ۷۴۷ و مفهومی بود که هرگز به واقعیت تبدیل نشد.
در اوایل دهه ۱۹۷۰، بوئینگ بر اساس قراردادی از USAF، مطالعه‌ای را برای یک ناو هواپیمابر برای حداکثر ۱۰ فروند هواپیمای بوئینگ مدل ۹۸۵–۱۲۱ با قابلیت پرتاب، بازیابی، مسلح کردن مجدد و سوخت‌گیری میکروفایترها انجام داد. بوئینگ بر این باور بود که این طرح می‌تواند یک پلت‌فرم حامل انعطاف‌پذیر و سریع با دسترسی جهانی را ارائه دهد، به ویژه در جاهایی که پایگاه‌های دیگر در دسترس نیستند.
نسخه‌های اصلاح شده ۷۴۷–۲۰۰ و لاکهید C-5A به عنوان هواپیمای پایه در نظر گرفته شدند. این مفهوم که شامل یک نسخه تکمیلی آواکس ۷۴۷ با دو «میکروفایتر» شناسایی بود، در سال ۱۹۷۳ از نظر فنی امکان‌پذیر بود.
از آنجایی که بوئینگ 747-AAC اندازه عظیم، با قدرت و برد بالا بود، آنها معتقد بودند که می‌توانند از آن برای وسایل نظامی استفاده کنند، با وجود ناوهای هواپیمابر در ابعاد عظیم، آن را ممکن می‌دانستند. نسخه‌های اصلاح شده ۷۴۷–۲۰۰ و لاکهید C-5A به عنوان هواپیمای پایه در نظر گرفته شدند. این باعث شد مفهوم کشتی مادری که میکروفایترها را در خود نگه می‌دارد وجود داشته باشد.

### طرح
طراحی 747-AAC دارای فضایی برای خدمه ۴۴ نفره، با فضایی برای ۹–۱۰ میکروفایتر بود.
این هواپیما برای حمل ۱۰ فروند جنگنده بوئینگ مدل ۹۸۵–۱۲۱ با قابلیت پرتاب، بازیابی، تسلیح مجدد و سوخت‌گیری طراحی شده‌است.
در نقشه‌ها یک آشیانه در بالای بدنه وجود دارد که در آن کابین هواپیمای مسافربری است، آشیانه میکروفایترها را نگه می‌دارد. قسمت پشتی ناو هواپیمابر، در فضای پایین نزدیک باله دارای قسمتی برای "تسلیحات و قطعات یدکی" است، در قسمت جلوی پایین یک محل پرتاب برای رهاسازی هواپیماهای جنگنده و یک محل بازیابی در نزدیکی "تسلیحات و قطعات یدکی" وجود دارد. بخش قطعات در مرکز پایین بدنه هواپیما بخشی برای سوخت رسانی به بوئینگ‌های شناسایی مدل 985-121s وجود دارد.
یک عرشه کشویی و دریچه‌های فشار وجود دارد که در طول پرتاب و بازیابی میکروفایترها تحت فشار و کاهش فشار قرار می‌گیرند.

ناو هواپیمابر دارای ۴ موتور جت و یک بدنه بلند همراه با بال‌های تیز خواهد بود.

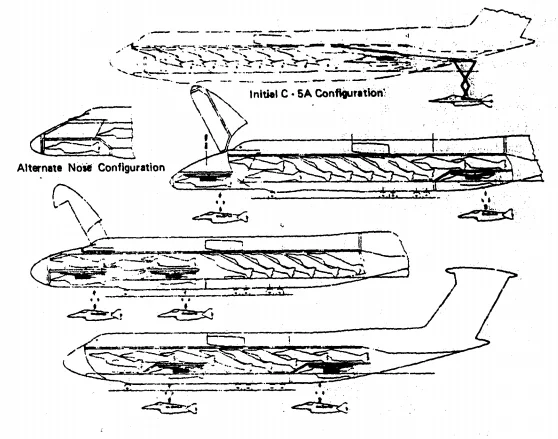
747-AAC و تنظیمات آن
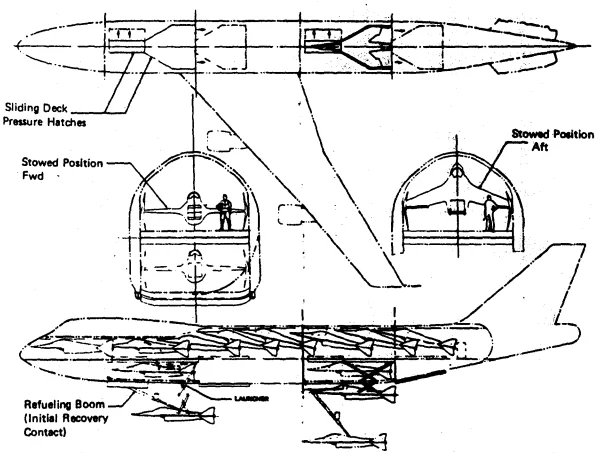
عرشه کشویی و دریچه‌های تحت فشار

## لاکهید C-130 هرکول
از سال ۲۰۱۵، وزارت دفاع ایالات متحده در حال بررسی چشم‌انداز استقرار هواپیماهای بدون سرنشین داینتیکس ایکس -۶۱ گرملینس از هواپیماهای باری اصلاح شده لاکهید سی-۱۳۰ هرکولس است. این هواپیما قادر به استقرار، پشتیبانی و بازیابی پهپادها خواهد بود. X-61A پس از تکمیل مأموریت خود، از یک روش اختصاصی بازیابی هوا استفاده خواهد کرد که شامل یک مخزن شبیه دروگ و تکنیک اسکله است. پس از تکمیل بارانداز، X-61A به محفظه بار C-130 «قرار داده می‌شود». آزمایش در حال حاضر در میدان‌های آزمایشی داگوی با پاسخ هوایی بین‌المللی که C-130A قراردادی را ارائه می‌دهد، در حال انجام است.